# Nadine Steinkamp
Nadine Steinkamp (* 8. März 1976 in Oberhausen als Nadine Opgen-Rhein) ist eine deutsche Kanutin. 
Die Kanurennsportlerin der KG Essen wurde im Jahr 2001 zusammen mit Manuela Mucke Weltmeisterin im Zweier-Kajak über 1000 m. Im Jahre 2006 beendete sie ihre Karriere. 